# ویکتور (فیلم ۲۰۰۹)
ویکتور (انگلیسی: Victor) فیلمی فرانسوی در سبک کمدی به کارگردانی توماس ژیلو است.